# Varitentacula yantaiensis
Varitentacula yantaiensis är en nässeldjursart som beskrevs av He Zhen Wu 1980. Varitentacula yantaiensis ingår i släktet Varitentacula och familjen Halicreatidae. Inga underarter finns listade i Catalogue of Life.